# Шота (мини-футбольный клуб)
«Триман Наварра» (исп. Triman Navarra), ранее известный как «МРА Наварра» (исп. MRA Navarra) и «МРА Шота» (исп. MRA Xota FS) — испанский мини-футбольный клуб из города Памплона. Основан в 1978 году.
Играет в Почётном дивизионе с сезона 1998-99. Высшее достижение в регулярном чемпионате — 5 место (сезоны 2001-02 и 2005-06). В плей-офф сезона 2004-05 доходил до полуфинала, а в сезоне 2009-10 сумел улучшить это достижение, добравшись до финала, где уступил мурсийскому «Эль-Посо».

## Известные игроки
Текущие
- Хуанра
- Хави Эсеверри

Бывшие
| - Афранио - Вилде - Висентин |  | - Жоэл Кейруш - Лукаян - Ортис |